# فعل–نهاد–مفعول
در گونه‌شناسی زبانی، «فعل-نهاد-مفعول» یا «فعل-فاعل-مفعول» به گونه‌هایی از زبان می‌گویند که در آن ترتیب اجزای جمله به صورت فعل سپس نهاد و سپس مفعول باشد. مانند «می‌خورد مریم سیب». فعل-نهاد-مفعول سومین گونه پرکاربرد ترتیب واژه است پس از نهاد-فعل-مفعول و نهاد-مفعول-فعل.
نمونه‌هایی از زبان‌ها با ترتیب «فعل-نهاد-مفعول» شامل زبانهای سامی (آفریقایی - آسیایی) (از جمله زبان عربی، عبری کلاسیک، و زبان گعز (زبان مرده))، و زبانهای سلتی (از جمله زبان ایرلندی، گیلیک اسکاتلندی، زبان مانکس، زبان ویلزی، و زبان برتون) است.
دیگر خانواده‌های زبانی که در آن همه یا بسیاری از جمله‌ها «فعل-نهاد-مفعول» می‌باشد شامل موارد زیر است:
- زبان‌های آفروآسیایی (شامل زبان آمازیغی و زبان‌های مصری)
- زبان مایایی
- the Otomanguean languages (including Zapotec languages and Mixtecan languages)
- the Salishan languages
- زبان‌های آسترونزیایی (شامل زبان تاگالوگ، زبان سینوگبانونی، زبان هاوایی، Pangasinan, زبان مائوری، زبان مالاگاسی، و زبان تونگایی).